# 柳原孝敦
柳原 孝敦（やなぎはら たかあつ、1963年8月 - ）は、日本のスペイン文学者、翻訳家。
東京大学大学院人文社会系研究科教授。現代文芸論所属。
専門は、スペイン語文学・思想文化論。博士（文学）。

## 略歴
鹿児島県名瀬市（現奄美市）出身。
1982年鹿児島県立錦江湾高等学校卒業、1989年東京外国語大学外国語学部スペイン語学科卒業、1991年東京外国語大学大学院外国語学研究科ロマンス系言語専攻修士課程修了、1995年東京外国語大学大学院地域文化研究科地域文化専攻博士後期課程を単位取得退学。
1996年法政大学経済学部にて助教授。2002年ロムロ・ガリェーゴス・ラテンアメリカ研究センター（ベネズエラ）訪問研究員となる。
2003年東京外国語大学大学院に論文「ラテン・アメリカ主義のレトリック」を提出し、博士（文学）学位を取得。
2004年東京外国語大学外国語学部にて助教授、2009年東京外国語大学総合国際学研究院（言語文化部門・文化研究系）准教授（大学院重点化に伴う所属変更）、2012年教授。
2013年東京大学人文社会系研究科准教授、2017年教授。

## 著書
- 『メキシコDF テクストとしての都市』（東京外国語大学出版会） 2019.11

### 編著書
- 『ラテンアメリカ主義のレトリック』（共編著、エディマン / 新宿書房） 2007
- 『劇場を世界に - 外国語劇の歴史と挑戦』（エディマン / 新宿書房）2008
- 『映画に学ぶスペイン語』（東洋書店） 2010

## 訳書
- 『ホセ・マルティ選集 1』（ホセ・マルティ、共訳、日本経済評論社） 1998
- 『春の祭典』（アレホ・カルペンティエール、国書刊行会） 2001
- 『少年フィデル』（フィデル・カストロ、トランスワールドジャパン） 2007
- 『チェ・ゲバラの記憶』（フィデル・カストロ、トランスワールド） 2008
- 『アナワクの眺め (1519)』（Visión de Anáhuac (1519) 、アルフォンソ・レイェス、ヌエボレオン州立大学(Universidad Autónoma de Nuevo León)）  2008
- 『野生の探偵たち』（ロベルト・ボラーニョ、共訳、白水社） 2010
- 『ブエノスアイレス食堂』（カルロス・バルマセーダ、白水社） 2011
- 『わたしの物語』（セサル・アイラ、松籟社） 2012
- 『チェ・ゲバラ革命日記』(エルネスト・チェ・ゲバラ、原書房） 2012
- 『グルブ消息不明』(エドゥアルド・メンドサ、東宣出版） 2015
- 『文学会議』(セサル・アイラ、新潮クレスト・ブックス） 2015
- 『物が落ちる音』(フアン・ガブリエル・バスケス、松籟社） 2016
- 『第三帝国』(ロベルト・ボラーニョ、白水社） 2016